# Nagurus cubanocolens
Nagurus cubanocolens is een pissebed uit de familie Trachelipodidae. De wetenschappelijke naam van de soort is voor het eerst geldig gepubliceerd in 1981 door Vandel.